# Pegram
Pegram és una població dels Estats Units a l'estat de Tennessee. Segons el cens del 2000 tenia 2.146 habitants.

## Demografia
Segons el cens del 2000, Pegram tenia 2.146 habitants, 773 habitatges, i 636 famílies. La densitat de població era de 103,8 habitants/km².
Dels 773 habitatges en un 43,2% hi vivien nens de menys de 18 anys, en un 70,4% hi vivien parelles casades, en un 8,7% dones solteres, i en un 17,7% no eren unitats familiars. En el 15% dels habitatges hi vivien persones soles el 3,9% de les quals corresponia a persones de 65 anys o més que vivien soles. El nombre mitjà de persones vivint en cada habitatge era de 2,74 i el nombre mitjà de persones que vivien en cada família era de 3,03.
Per edats la població es repartia de la següent manera: un 28,7% tenia menys de 18 anys, un 5,5% entre 18 i 24, un 35,8% entre 25 i 44, un 22,4% de 45 a 60 i un 7,6% 65 anys o més.
L'edat mediana era de 36 anys. Per cada 100 dones de 18 o més anys hi havia 98,4 homes.
La renda mediana per habitatge era de 55.259 $ i la renda mediana per família de 59.306 $. Els homes tenien una renda mediana de 40.727 $ mentre que les dones 30.268 $. La renda per capita de la població era de 22.980 $. Entorn del 4,2% de les famílies i el 5% de la població estaven per davall del llindar de pobresa.

## Poblacions més properes
El següent diagrama mostra les poblacions més properes.